# Parque da Conceição

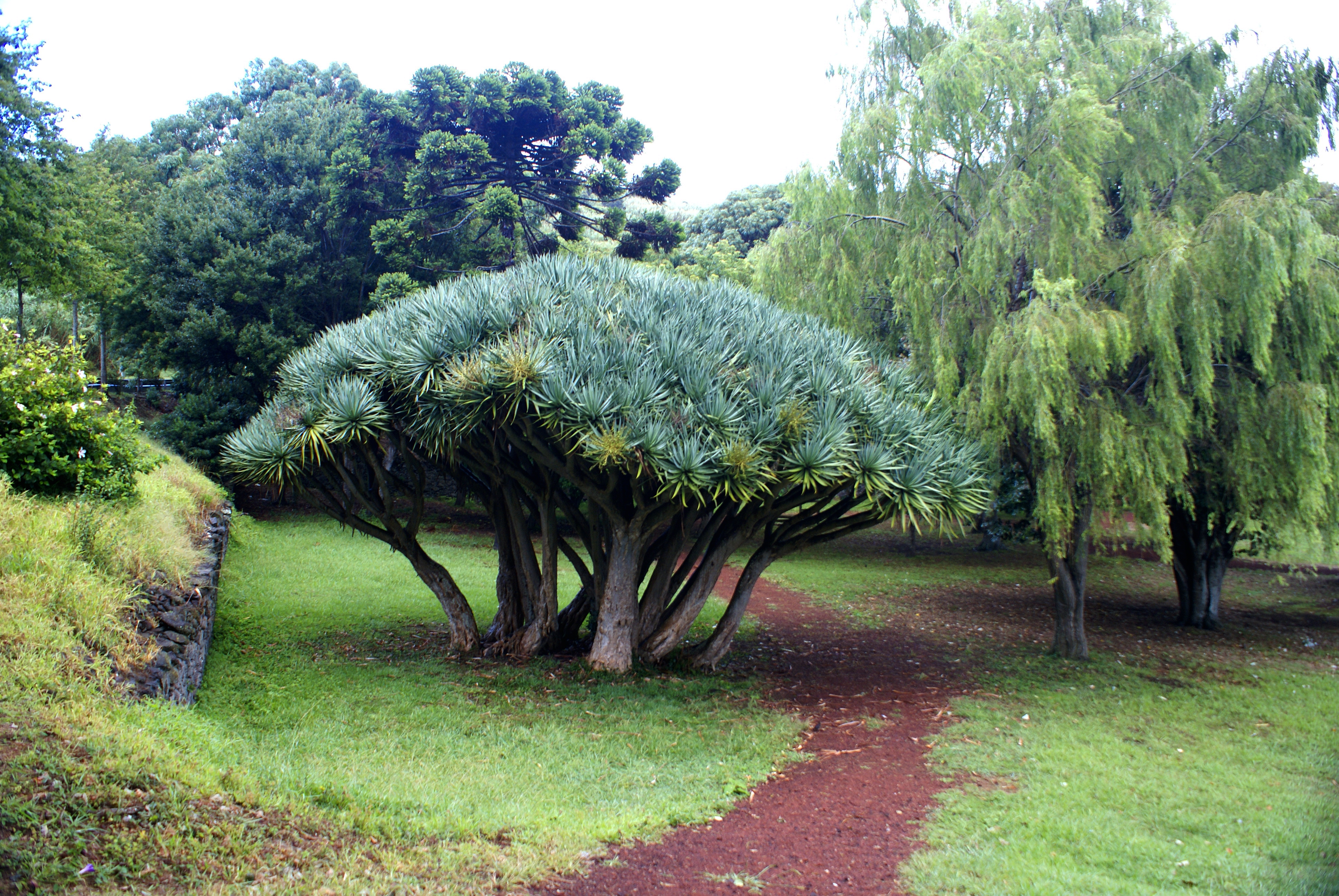
Dragueiros, parque da Conceição.

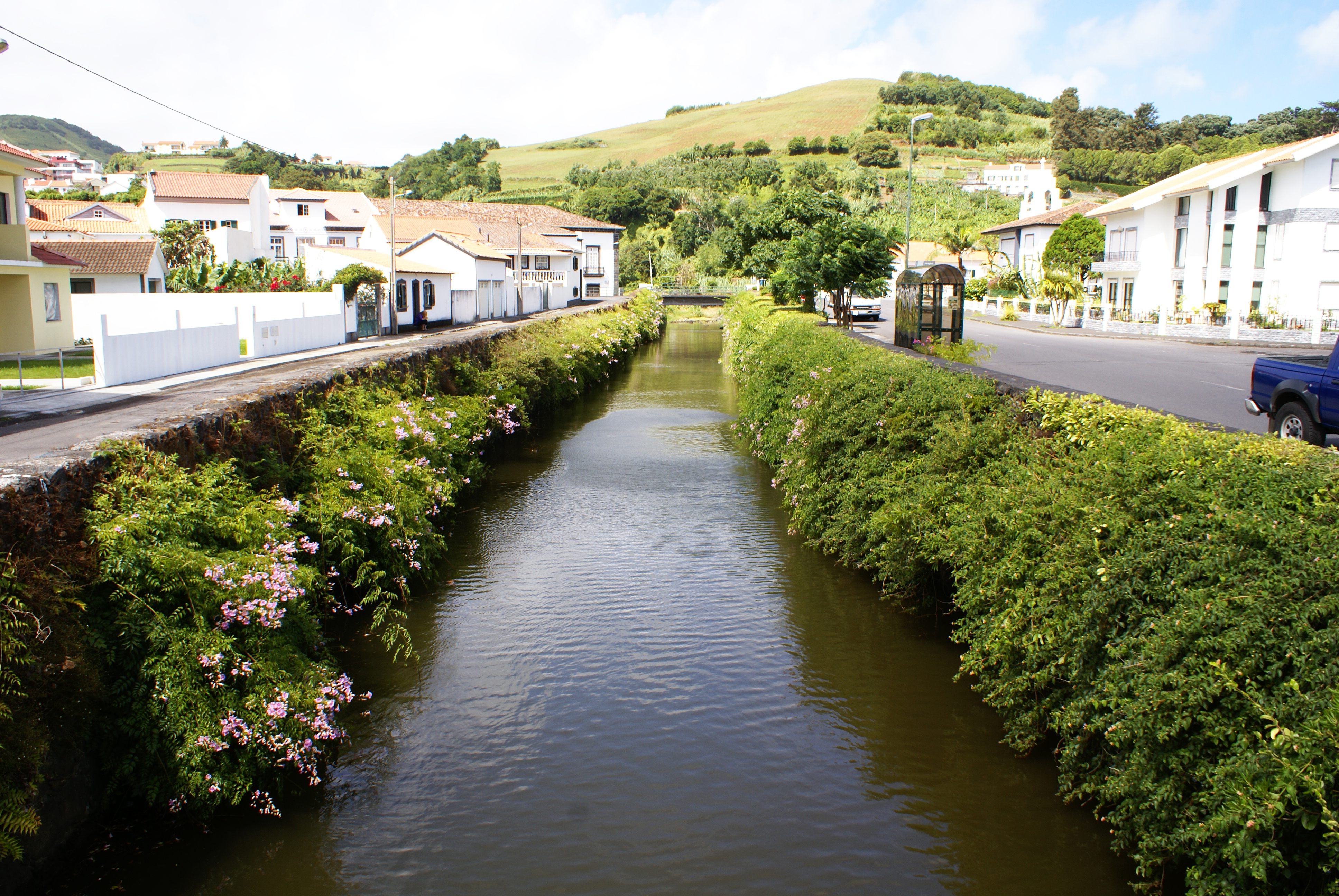
Ribeira da Conceição.

O Parque da Conceição é um Parque e jardim localizado na freguesia da Conceição, cidade da Horta, ilha do Faial, Arquipélago dos Açores.
Este parque de apreciáveis dimensões localiza-se à saída da cidade da Horta a quem sai em direcção à Ponta da Espalamaca e à Praia do Almoxarife, junto à foz da Ribeira da Conceição, na confluência desta com o mar na Praia da Conceição.
Aqui é de destacar a existência de Dragoeiros de grande porte bem como a existência de uma variada cobertura arbórea. O facto deste parque se encontrar directamente ligado à praia estabelece uma ligação muito própria entre este o mar.
Aqui também existem alguma instalações desportivas, ligadas às estruturas camarárias.